# Nederlands Huisartsen Genootschap
Het Nederlands Huisartsen Genootschap (NHG) is een vereniging waarvan het merendeel van de Nederlandse huisartsen lid is en die zich bezighoudt met wetenschappelijk onderzoek naar huisartsengeneeskundige onderwerpen en de toepassing daarvan in de praktijk. 
Een belangrijke bezigheid van het NHG is het samenstellen en publiceren van de NHG-standaarden, protocollen volgens welke een Nederlandse huisarts zou kunnen handelen als zij geconfronteerd wordt met een bepaald gezondheidsprobleem of een bepaalde klacht. 
Het NHG heeft een aantal wetenschappelijk medewerkers, waaronder vanaf 2016 de Woerdense huisarts Masja Loogman.
Verder geeft het genootschap het blad Huisarts en Wetenschap uit.